# Clandarium clandestinum
Clandarium clandestinum är en bladmossart som först beskrevs av Mont., och fick sitt nu gällande namn av Rudolf Mathias Schuster. Clandarium clandestinum ingår i släktet Clandarium och familjen Blepharidophyllaceae. Inga underarter finns listade i Catalogue of Life.